# 卡梅伦 (路易斯安那州)
卡梅伦（英語：Cameron）是美国路易斯安那州卡梅伦堂区的一个普查规定居民点，也是该堂区的区政府所在地。根据2020年美國人口普查，卡梅伦人口为315人，是莱克查尔斯大都市统计区的一部分。2005年的飓风丽塔和2008年的飓风艾克给卡梅伦造成了严重的损失，2010年美国人口普查显示这里的人口已经隆至406，与十年前相比减少了79%。